# A l'últim moment
"A l'últim moment" (títol original en anglès "The Lateness of the Hour") és el vuitè episodi de la segona temporada, i el 44è total de la sèrie de televisió d'antologia La Dimensió Desconeguda. Es va emetre originalment el 2 de desembre de 1960 a CBS. Ha estat doblat al català i emès per TV3. Diritir per Jack Smight i escrit per Rod Serling, va ser un dels sis episodis de la segona temporada que es va rodar en cinta de vídeo en un experiment de curta durada amb l'objectiu de reduir costos.

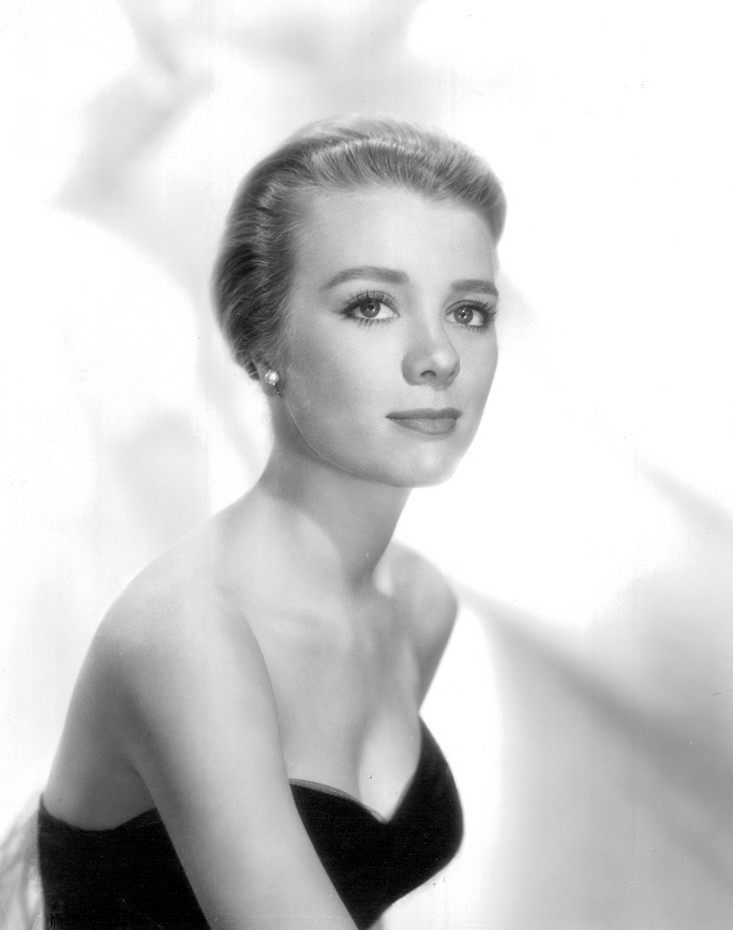
Inger Stevens interpreta a Jana

## Narració d'obertura
| « | La residència del doctor William Loren, que en realitat és un zoo de màquines. Estem a punt de descobrir que de vegades el producte del talent i el geni de l'home pot caminar entre nosaltres sense ser tocat pels estralls normals del temps. Aquests són els robots del Dr. Loren, construïts amb la perfecció tant funcional com artística. Però en un moment el Dr. William Loren, dona i filla descobriran que la perfecció és relativa, que fins i tot els robots s'han de pagar, i ben aviat se'ls mostrarà exactament quina és la factura. | » |

## Argument
Jana, la filla sensible d'un geni creatiu, el doctor William Loren, es distreu amb la confiança dels seus pares en els cinc criats aparentment perfectes del seu pare. Després que la Jana empeny una de les minyones per les escales, la minyona s'aixeca sense ferir-se, és un robot construït pel Dr. Loren, amb records i personalitats programades. La Jana se sent atrapada i vol sortir; el seu pare creu que l'està protegint del món exterior, mantenint les finestres permanentment tancades.
Ella implora al seu pare que desmunti els robots abans que ell i la seva mare depenguin completament d'ells. El Dr. Loren creu que fer-ho destruiria el seu treball, que creu que és una forma de vida. Finalment cedeix per salvar la seva relació amb la seva filla i ordena als robots al seu taller del soterrani, on han d'esperar a ser desmuntats. Les màquines protesten, preguntant com el seu servei era inferior; el doctor Loren els torna a ordenar que baixin.
Un cop els robots han desaparegut, la Jana està emocionada i comença a esperar una nova vida amb viatges, socialització, romanç i nens. Els seus pares reaccionen estranyament davant d'aquestes bones notícies, i això, combinat amb adonar-se que l'àlbum de fotos de la família no conté cap imatge d'ella quan era petita, fa que la Jana arribi a la sorprenent consciència que és un robot. Com els criats, tots els seus records van ser creats pel Dr. Loren.
El Dr. Loren intenta explicar que ell i la seva dona no tenien fills i volien estimar algú, i que la veuen com la seva filla. La Jana està convençuda que no va ser construïda per ser una filla estimada, sinó per ser només un accessori. Ella exclama "Sóc una màquina" i copeja repetidament el braç contra una barana mentre crida "Sense dolor!" Ella es fa conscient del fet que ni tan sols pot sentir amor. Aquest descobriment causa tanta angoixa a la Jana que el seu "pare" reconeix que no és possible que segueixi aquest camí. En algun moment més tard, es veu que els Loren es relaxen com abans, però es revela que el Dr. Loren ha esborrat la identitat i la memòria de Jana i ara la utilitza com a reemplaçament de la minyona coneguda com Nelda, que li va donar a la Sra. Loren massatges diaris a les espatlles.

## Narració de cloenda
| « | Que aquesta sigui la postdata — En cas que et cansi els rigors de competir en un món molt competitiu, si et distreu d'haver de compartir la teva existència amb els sorolls i les neurosis del segle xx, si tens ganes serenitat, però la voleu a temps complet i sense cap compromís, feu-vos una sala de treball al soterrani i, a continuació, deixeu una nota al Dr. William Loren i a la Sra. Loren. Són una parella sense fills que han fet de la comoditat l'obra de tota la vida, i potser encara hi ha uns quants pamflets per fer-ho tu mateix disponibles... a la Dimensió Desconeguda. | » |

## Repartiment
- Inger Stevens com a Jana
- John Hoyt com el Dr. Loren
- Irene Tedrow com a Sra. Loren
- Tom Palmer com a Robert
- Mary Gregory com a Nelda
- Valley Keene com Suzanne
- Doris Karnes com a Gretchen
- Jason Johnson com a Jensen

## Producció
"A l'últim moment" va ser un dels sis episodis de La Dimensió Desconeguda rodats en cinta de vídeo en lloc de pel·lícula en un intent de reduir costos. Al novembre de 1960, la segona temporada de La Dimensió Desconeguda ja havia emès cinc episodis i n'havia acabat de rodar setze. No obstant això, amb un cost d'uns 65.000 dòlars per episodi, el programa estava superant el seu pressupost. Com a resultat, sis episodis consecutius (codi de producció #173-3662 a #173-3667) es van gravar en vídeo a CBS Television City i finalment es van transferir a una pel·lícula de 16 mil·límetres ["kinescoped"] per a la redifusió. L'estalvi total en edició i cinematografia va ascendir a només uns 30.000 dòlars per a les sis entrades, no suficient per justificar la pèrdua de profunditat de la perspectiva visual, la qual cosa va fer que els programes semblins drames de televisió en directe en escena (com ara Playhouse 90, que també es va produir a la CBS), o fins i tot les telenovel·les diürnes, que, aleshores, es van produir en directe de manera ràpida i econòmica en un o dos platós. L'experiment es va considerar un fracàs i no es va tornar a intentar mai més.